# Tampereen jäähalli
Die Tampereen jäähalli (auch Hakametsä  oder Hakametsän jäähalli nach dem Stadtteil) ist eine Eissporthalle in der finnischen Stadt Tampere. Sie wird hauptsächlich für Eishockey genutzt und war bis zur Eröffnung der Nokia-areena Ende 2021 die Heimarena der Eishockeyvereine Ilves und Tappara. Sie wurde im Jahr 1965 erbaut und ist damit die älteste Eishalle in Finnland. Im selben Jahr fand dort die Eishockeyweltmeisterschaft statt. Die Hakametsä bietet Platz für 7800 Zuschauer, davon haben 6635 Sitzplätze und 1165 Stehplätze.

## Geschichte

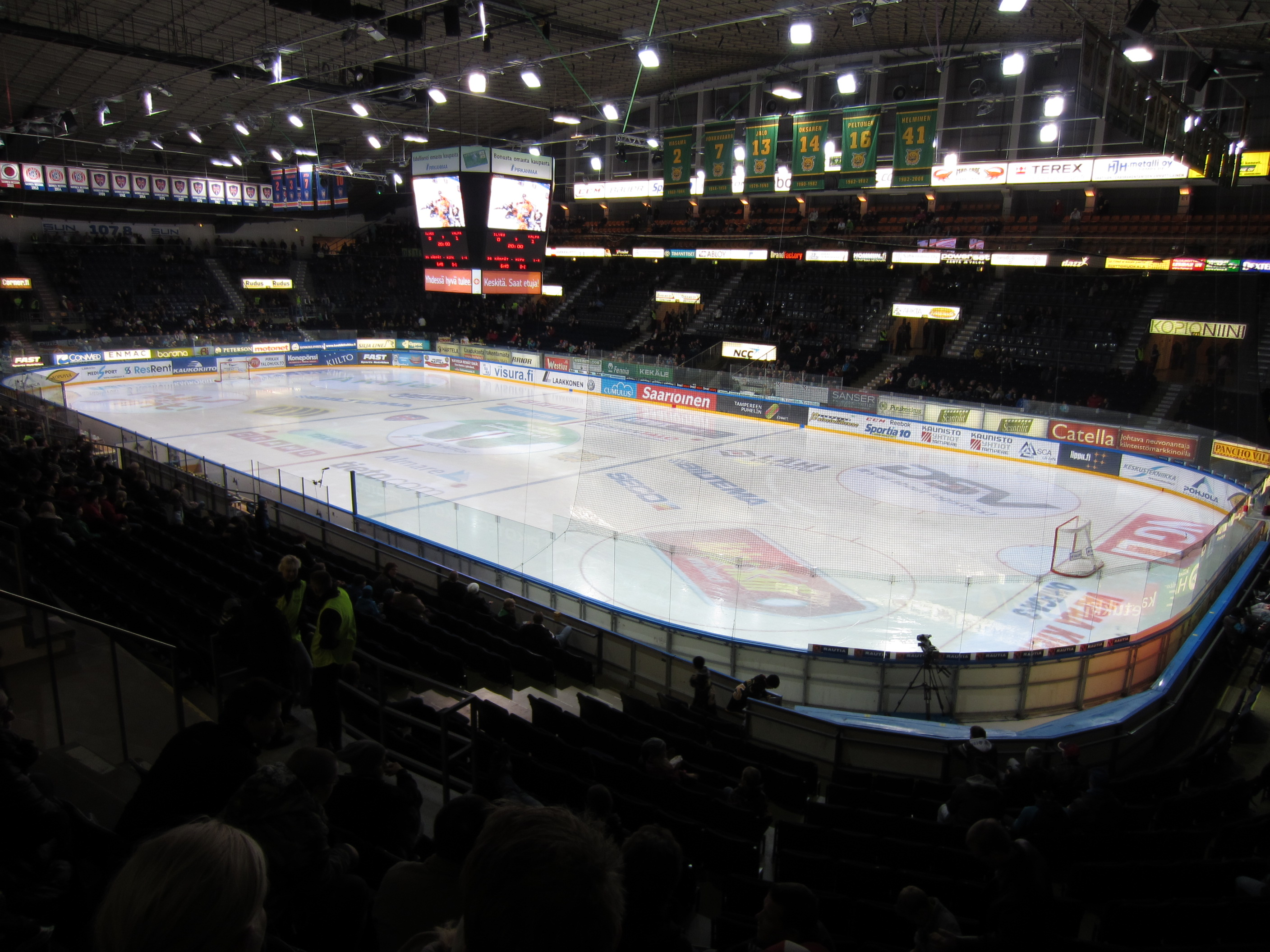
Die Eisfläche (2011)

Die Eissporthalle wurde 1965 für die Austragung der Eishockey-Weltmeisterschaft erbaut und wurde anschließend Heimspielstätte von Ilves, Tappara und Koo-Vee. Zwei Jahre später fand die Basketball-Europameisterschaft 1967 in der Tampereen jäähalli statt. Ursprünglich hatte die Halle eine Kapazität von 10.200 Zuschauern. Weitere Großereignisse waren die Austragungen der Weltmeisterschaften 1982, 1997 und 2003 sowie der Weltmeisterschaft der Frauen 1992.
Die künstliche Eisfläche wird zwischen Ende Juli und Mai betrieben, die Halle dient darüber hinaus als Veranstaltungsort für verschiedene Wettbewerbe, Messen, Konzerte und andere große öffentliche Veranstaltungen. Jährlich besuchen insgesamt etwas mehr als eine halbe Million Zuschauer die Eishalle.
Koo-Vee trägt seine Heimspiele heute in der benachbarten Tampereen harjoitusjäähalli (Hakametsä 2) aus, zum Sportkomplex gehört weiterhin eine dritte Eishalle (Hakametsä 3).